# Église de la Nativité-de-la-Vierge de Massat
L'église de la Nativité-de-la-Vierge de Massat est un édifice du XVIIIe siècle sur la commune de Massat, dans le département de l'Ariège, en région Occitanie.

## Description
Le grand clocher est octogonal et sur les faces se trouvent deux rangées de fenêtres ogivales surmontées d'oculis. La grande nef est pourvue de chapelles entre les contreforts. La façade est finalisée par un grand arc en accolade et percée d'un portail reprenant les mêmes courbes.

## Localisation
Elle se trouve à 650 m d'altitude sur la place au cœur du bourg de Massat.

## Historique
Lors du recensement de 1841, Massat culminait à 9 000 habitants et confortait sa position de plus grande ville d'Ariège. Cette population justifie la taille de cette église et de celle de Biert (cette commune ne s'est détachée de Massat qu'en 1851). 
À l'exception du clocher octogonal qui daterait du XVe siècle, l'église a été construite dès le début du XVIIIe pour être terminée en 1725.
L'église fait l'objet d'une inscription au titre des monuments historiques par arrêté du 11 décembre 1985.

## Mobilier
La base Palissy inventorie et décrit 31 objets protégés dont 9 tableaux et 15 statues. 

## Galerie

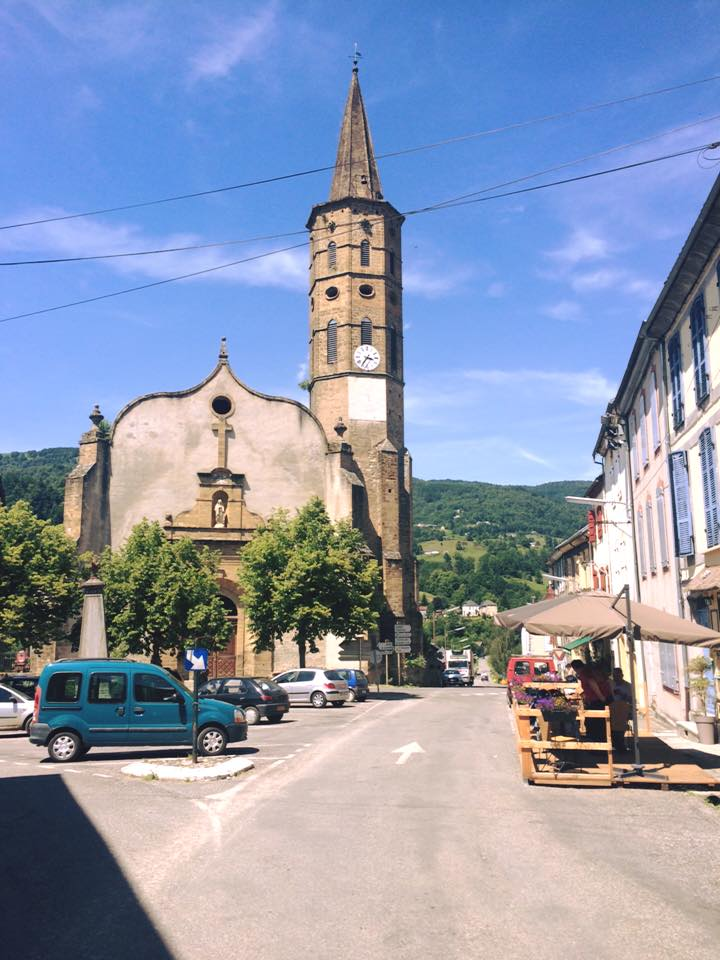
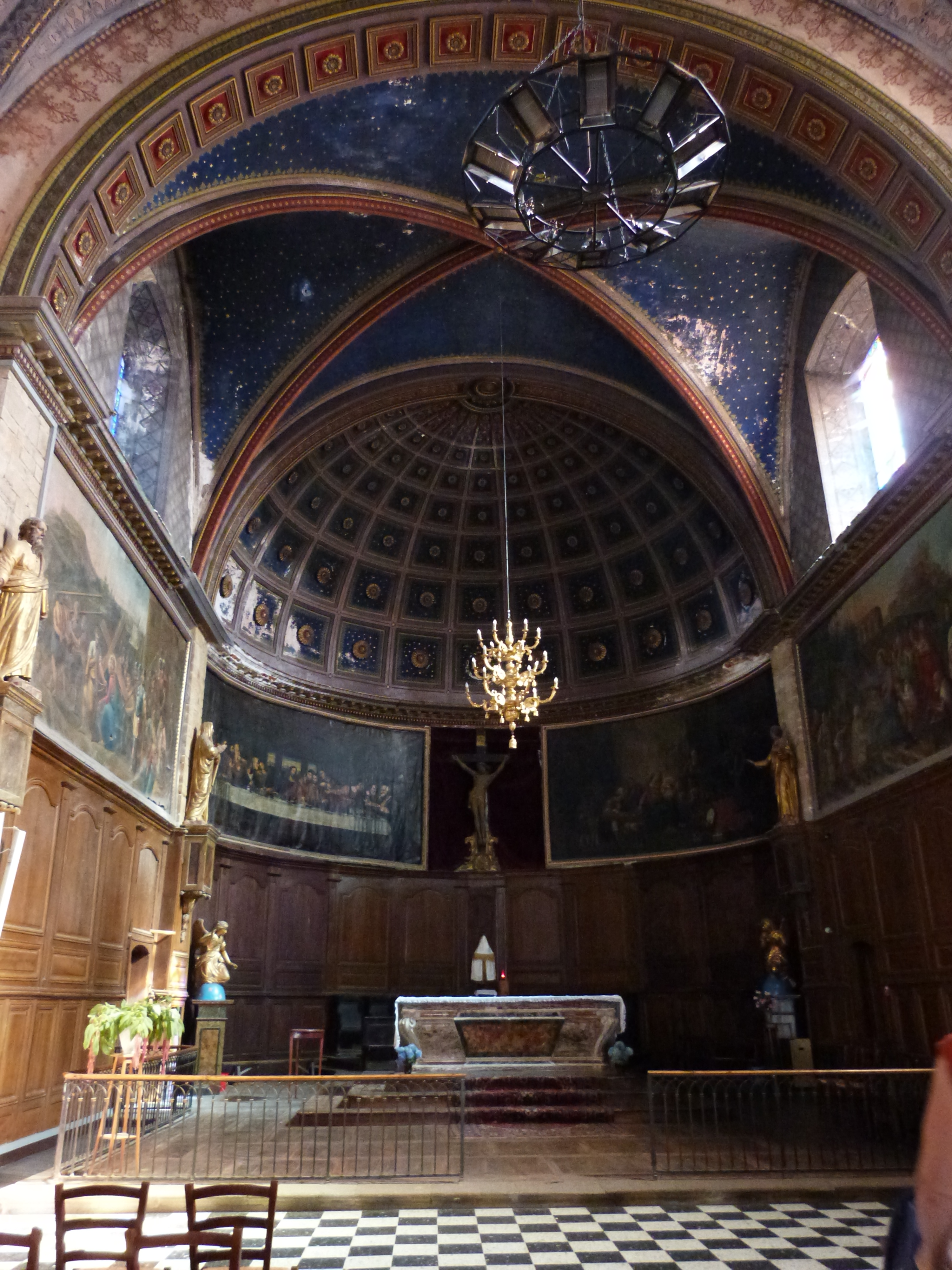
Le chœur.
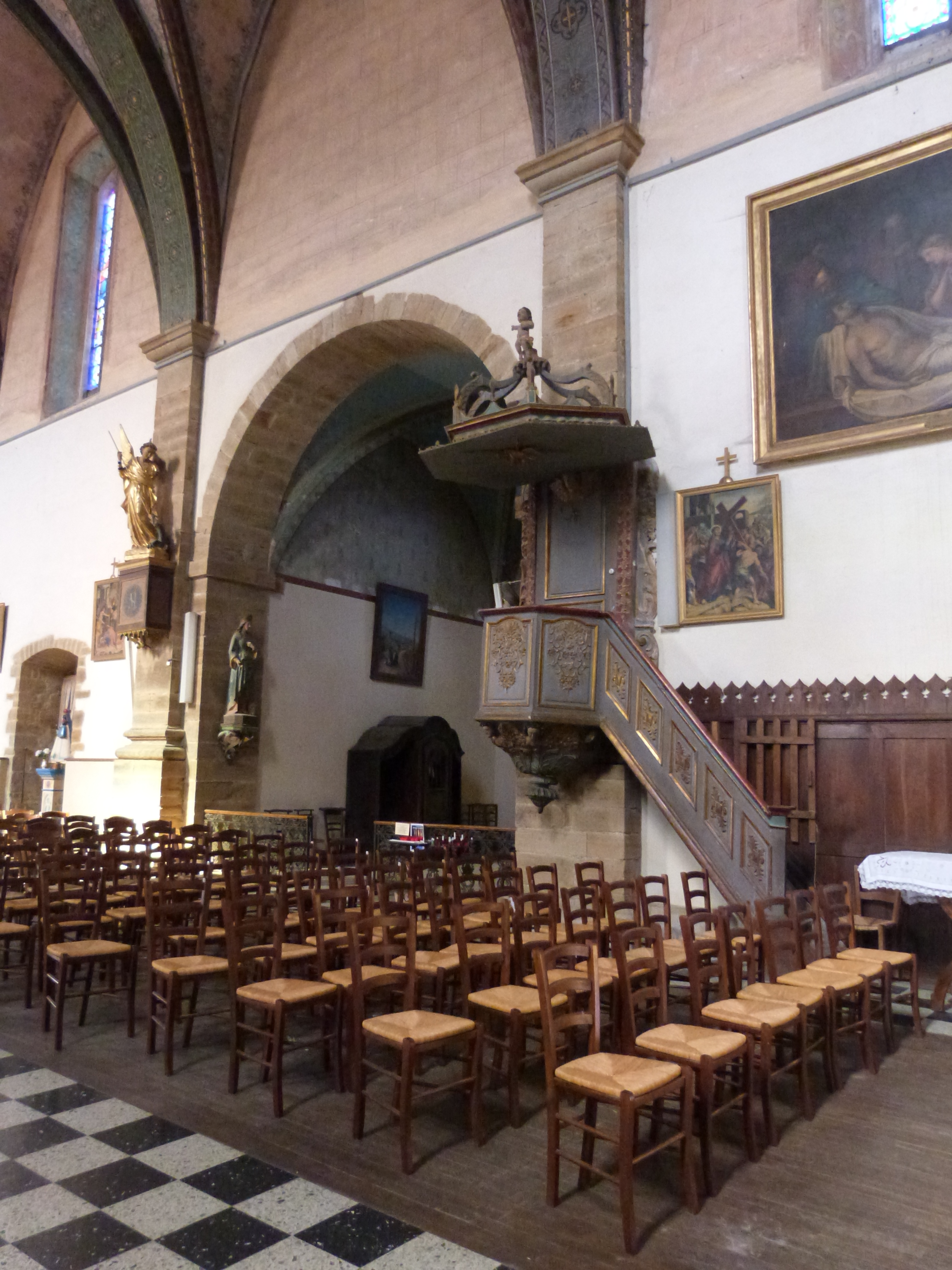
La chaire.
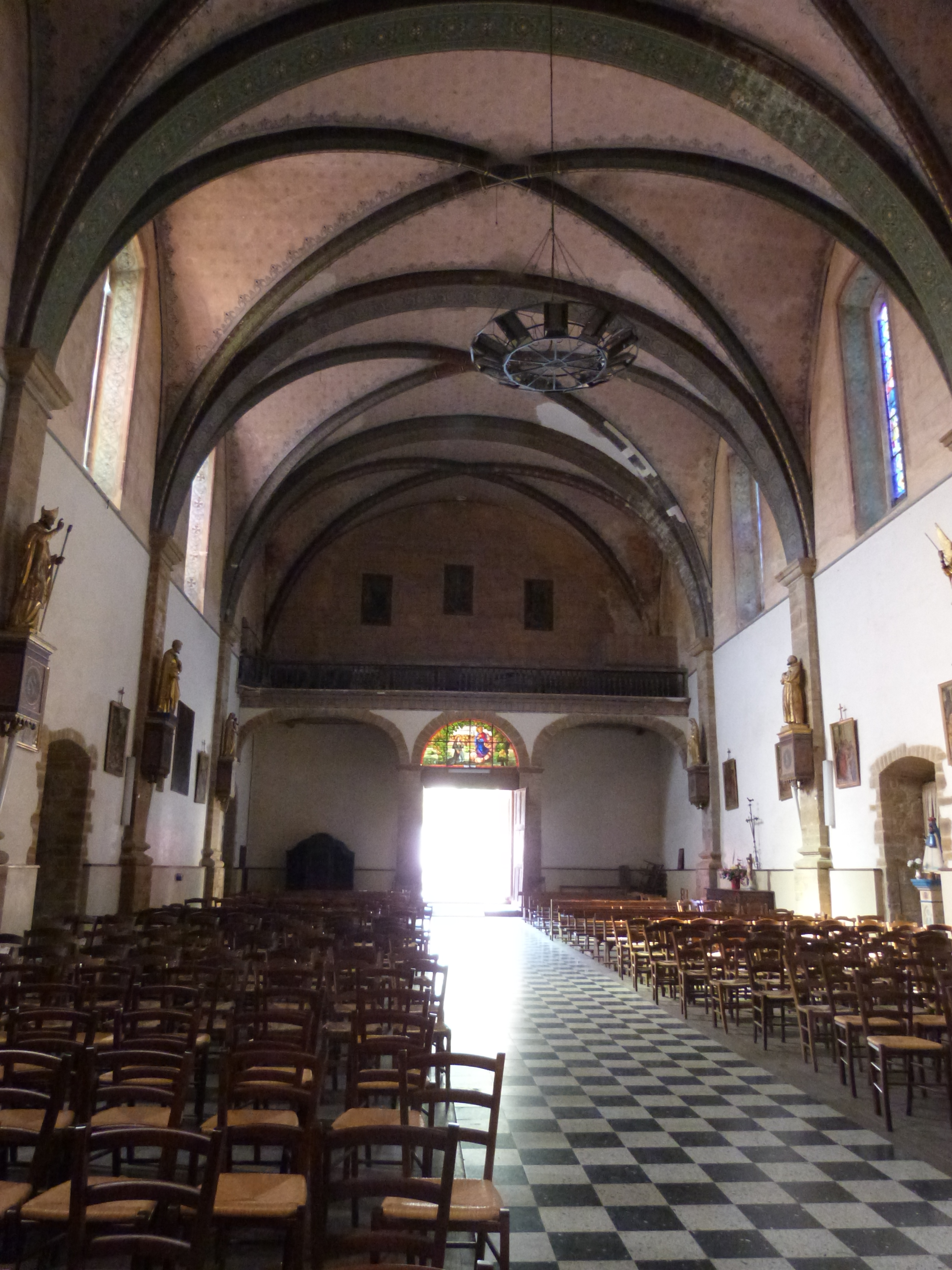
Partie arrière de la nef.
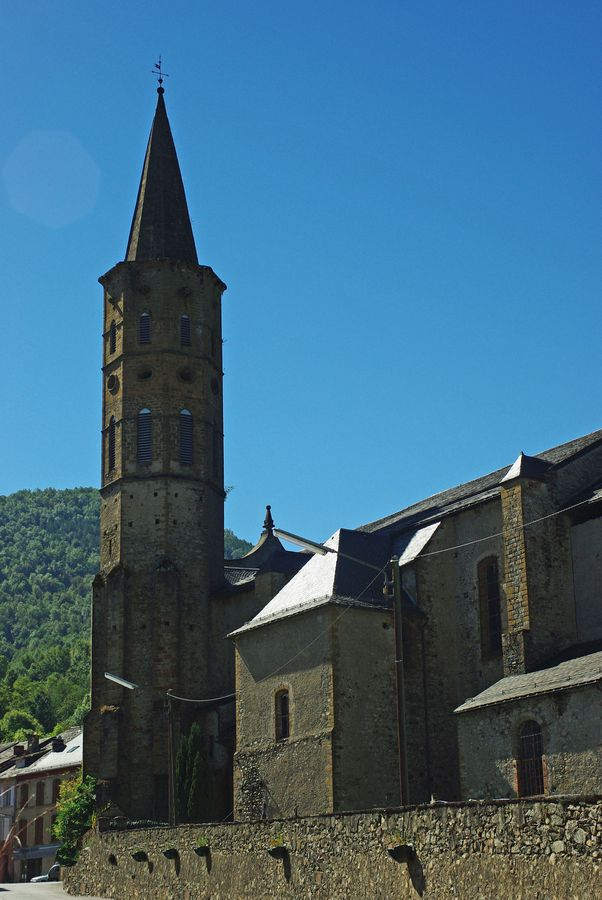